# Безсрібник
Безсрібник — один із ликів святості у християн, до якого відносять тих, які особливо прославилися своєю безкорисливістю, відмовою від багатства заради своєї віри. Найчастіше це були лікарі, що безкоштовно лікували своїх пацієнтів.
Уявлення про безкорисливість як необхідний елемент святості спирається на євангельську розповідь про юнака, що хотів піти за Христом, але засмутився, коли Христос сказав йому: «Піди, усе, що маєш, продай і роздай жебракам, і будеш мати скарб на небесах; і приходь, піди за Мною, несучи хрест» (Мр. 10.21).
Оскільки «скарб на небесах» означає спасіння, тобто святість, безкорисливість і безсрібництво розглядаються православною церквою як подвиг, що надає святість.
Найменування безсрібників засвоюється в християнській традиції насамперед завдяки свв. Кузьмі і Дем'яну, рідним братам, що постраждали як мученики в другій половині ІІІ століття. Окрім них до безсрібників також відносять святого Кира Олександрійського і його учня Івана, святого цілителя Пантелеймона та пресвітера Єрмолая з Нікомидії.
У загальному сенсі безсрібниками називають взагалі безкорисливих людей, що часто допомагають ближнім, не вимагаючи за це винагороди.